# Broșteni (okręg Vâlcea)
Broșteni – wieś w Rumunii, w okręgu Vâlcea, w gminie Lăpușata. W 2011 roku liczyła 317 mieszkańców.